# Torneo Apertura 2012 (Chile)
El Campeonato Nacional Petrobras de Apertura de Primera División del Fútbol Profesional 2012, o simplemente Torneo Apertura 2012, fue el primer torneo de la temporada 2012 de la primera división del fútbol chileno y lo organizó la Asociación Nacional de Fútbol Profesional (ANFP).
Comenzó el 27 de enero y finalizó el 2 de julio con el triunfo de Universidad de Chile en la final sobre O'Higgins en tanda de penales. De esta forma el elenco azul se proclamó campeón del torneo, de paso obteniendo por primera vez en su historia un tricampeonato, obtuvo su décima sexta estrella oficial, inscribió su nombre en el Huemul de Plata y clasificó a Copa Libertadores 2013 como Chile 1.
Se desarrolló en modalidad mexicana, es decir, se jugó una Fase Clasificatoria, donde se enfrentaron todos contra todos en una sola rueda. Los 8 primeros de la tabla de posiciones general accedieron a los play-offs o sistema de eliminación directa, en donde los equipos jugaron en cuartos de final, semifinal y final (partidos de ida y vuelta).

## Aspectos generales

### Modalidad
Luego de disputada la fase regular, se jugaron los play-offs, en la cual el equipo que ganó la final se proclamó campeón de este torneo, inscribió su nombre en el Huemul de Plata y además, clasificó automáticamente a la Copa Libertadores 2013 como "Chile 1". Los equipos que terminaron en el primer y segundo lugar de la fase regular, clasificaron a la Copa Sudamericana 2012 como "Chile 3" y "Chile 4" respectivamente. Cabe señalar que Chile tuvo 5 representantes en la edición 2012 de dicho torneo internacional: Universidad de Chile por ser el campeón defensor de dicho torneo, Universidad Católica por ser el campeón de la Copa Chile 2011 y Cobreloa por haber terminado segundo en la fase regular del Torneo Clausura 2011. Los restantes dos clasificados se definieron y son O'Higgins junto a Deportes Iquique.

## Ascensos y descensos
| Pos. | Descendidos de Primera A |
| ---- | ------------------------ |
| 17.º | Santiago Morning         |
| 18.º | Ñublense                 |

| Pos. | Ascendidos de Primera B |
| ---- | ----------------------- |
| 1.º  | Deportes Antofagasta    |
| 5.º  | Rangers                 |

## Datos de los clubes
| Equipo               | Equipo                    | Entrenador           | Entrenador               | Ciudad      | Estadio                              | Capacidad | Marca    | Patrocinador             |
| -------------------- | ------------------------- | -------------------- | ------------------------ | ----------- | ------------------------------------ | --------- | -------- | ------------------------ |
|                      | Audax Italiano            | Bandera de Argentina | Omar Labruna             | Santiago    | Bicentenario Municipal de La Florida | 12.000    | Diadora  | Patrimonio de la Familia |
|                      | Cobreloa                  | Bandera de Argentina | Javier Torrente          | Calama      | Municipal de Calama                  | 15.000    | Lotto    | Finning CAT              |
|                      | Cobresal                  | Bandera de Chile     | Óscar del Solar          | El Salvador | El Cobre                             | 20.752    | Lotto    | PF                       |
|                      | Colo-Colo                 | Bandera de Chile     | Luis Perez               | Santiago    | Monumental                           | 47.017    | Umbro    | Cristal                  |
|                      | Deportes Iquique          | Bandera de Chile     | Fernando Vergara         | Iquique     | Tierra de Campeones                  | 12.000    | Lotto    | ZOFRI                    |
|                      | Deportes La Serena        | Bandera de Chile     | Miguel Ponce             | La Serena   | La Portada                           | 18.500    | Topper   |                          |
|                      | Huachipato                | Bandera de Chile     | Jorge Pellicer           | Talcahuano  | CAP                                  | 10.500    | Mitre    | CAP                      |
|                      | O'Higgins                 | Bandera de Argentina | Eduardo Berizzo          | Rancagua    | El Teniente                          | 14.450    | Diadora  | Agrosuper                |
|                      | Palestino                 | Bandera de Uruguay   | Daniel Carreño           | Santiago    | Municipal de La Cisterna             | 12.000    | Training | PF                       |
|                      | Rangers                   | Bandera de Argentina | Dalcio Giovagnoli        | Talca       | Fiscal de Talca                      | 8.232     | Lotto    | PF                       |
|                      | Santiago Wanderers        | Bandera de Chile     | Arturo Salah             | Valparaíso  | Regional Chiledeportes               | 18.500    | Mitre    | TPS                      |
|                      | Unión Española            | Bandera de Chile     | José Luis Sierra         | Santiago    | Santa Laura-Universidad SEK          | 22.000    | Joma     | Universidad SEK Chile    |
|                      | Unión La Calera           | Bandera de Chile     | Emiliano Astorga         | La Calera   | Municipal Nicolás Chahuán Nazar      | 10.000    | Training | PF                       |
|                      | Unión San Felipe          | Bandera de Argentina | Daniel Chazarreta        | San Felipe  | Municipal de San Felipe              | 10.000    | Joma     | PF                       |
|                      | Universidad Católica      | Bandera de Chile     | Mario Lepe/Andrés Romero | Santiago    | San Carlos de Apoquindo              | 12000     | Puma     | DirecTV                  |
| Universidad de Chile | Universidad de Chile      | Bandera de Argentina | Jorge Sampaoli           | Santiago    | Estadio Nacional                     | 50.000    | Adidas   | Claro                    |
|                      | Universidad de Concepción | Bandera de Chile     | Yuri Fernández           | Concepción  | Municipal de Collao                  | 29.000    | Penalty  | PF                       |

## Equipos porregión
| Región               | N.º | Equipos                                                                                           |
| -------------------- | --- | ------------------------------------------------------------------------------------------------- |
| Región Metropolitana | 6   | Audax Italiano, Colo-Colo, Palestino, Unión Española, Universidad Católica y Universidad de Chile |
| Valparaíso           | 3   | Santiago Wanderers, Unión La Calera y Unión San Felipe                                            |
| Antofagasta          | 2   | Cobreloa y Deportes Antofagasta                                                                   |
| Biobío               | 2   | Huachipato y Universidad de Concepción                                                            |
| Tarapacá             | 1   | Deportes Iquique                                                                                  |
| Atacama              | 1   | Cobresal                                                                                          |
| Coquimbo             | 1   | Deportes La Serena                                                                                |
| O'Higgins            | 1   | O'Higgins                                                                                         |
| Maule                | 1   | Rangers                                                                                           |

|
| Audax Italiano Universidad de Chile Colo-Colo Universidad Católica Unión Española Palestino |

|}

## Clasificación
| Pos | Equipo                    | Pts | PJ | G  | E | P  | GF | GC | Dif |
| --- | ------------------------- | --- | -- | -- | - | -- | -- | -- | --- |
| 1º  | Universidad de Chile      | 40  | 17 | 13 | 1 | 3  | 44 | 14 | 30  |
| 2º  | O'Higgins                 | 35  | 17 | 11 | 2 | 4  | 31 | 15 | 16  |
| 3º  | Deportes Iquique          | 35  | 17 | 10 | 5 | 2  | 30 | 14 | 16  |
| 4º  | Universidad Católica      | 30  | 17 | 8  | 6 | 3  | 31 | 17 | 14  |
| 5º  | Unión Española            | 27  | 17 | 8  | 3 | 6  | 38 | 28 | 10  |
| 6º  | Colo-Colo                 | 26  | 17 | 7  | 5 | 5  | 22 | 21 | 1   |
| 7º  | Unión La Calera           | 24  | 17 | 6  | 6 | 5  | 21 | 18 | 3   |
| 8º  | Cobreloa                  | 23  | 17 | 7  | 2 | 8  | 23 | 25 | -2  |
| 9º  | Huachipato                | 23  | 17 | 6  | 5 | 6  | 25 | 28 | -3  |
| 10º | Universidad de Concepción | 21  | 17 | 5  | 6 | 6  | 23 | 27 | -4  |
| 11º | Santiago Wanderers        | 20  | 17 | 6  | 2 | 9  | 28 | 30 | -2  |
| 12º | Audax Italiano            | 20  | 17 | 5  | 5 | 7  | 24 | 32 | -8  |
| 13º | Deportes La Serena        | 19  | 17 | 5  | 4 | 8  | 24 | 33 | -9  |
| 14º | Rangers                   | 18  | 17 | 5  | 3 | 9  | 17 | 25 | -8  |
| 15º | Palestino                 | 18  | 17 | 5  | 3 | 9  | 14 | 26 | -12 |
| 16º | Deportes Antofagasta      | 17  | 17 | 4  | 5 | 8  | 10 | 20 | -10 |
| 17º | Cobresal                  | 13  | 17 | 3  | 4 | 10 | 17 | 40 | -23 |
| 18º | Unión San Felipe          | 13  | 17 | 2  | 7 | 8  | 12 | 21 | -9  |

Pts = Puntos; PJ = Partidos Jugados; G = Partidos Ganados; E = Partidos Empatados; P = Partidos Perdidos; GF = Goles Anotados; GC = Goles Recibidos; Dif = Diferencia de gol
|  | Clasificado a los Play-Offs y a la Copa Sudamericana 2012 como Chile 3. |
|  | Clasificado a los Play-Offs y a la Copa Sudamericana 2012 como Chile 4. |
|  | Clasificados a los Play-Offs.                                           |

## Evolución de la clasificación
| Equipo / Fecha            | 01 | 02 | 03 | 04 | 05 | 06 | 07 | 08 | 09 | 10 | 11 | 12 | 13 | 14 | 15 | 16 | 17 |
| ------------------------- | -- | -- | -- | -- | -- | -- | -- | -- | -- | -- | -- | -- | -- | -- | -- | -- | -- |
| Audax Italiano            | 16 | 16 | 16 | 17 | 18 | 16 | 17 | 15 | 16 | 14 | 10 | 8  | 8  | 8  | 10 | 12 | 12 |
| Cobreloa                  | 18 | 9  | 10 | 6  | 3  | 3  | 5  | 9  | 11 | 13 | 16 | 16 | 13 | 10 | 8  | 6  | 8  |
| Cobresal                  | 9  | 17 | 17 | 14 | 17 | 18 | 18 | 18 | 18 | 18 | 18 | 18 | 18 | 18 | 18 | 18 | 17 |
| Colo-Colo                 | 11 | 5  | 6  | 3  | 6  | 7  | 11 | 7  | 8  | 5  | 8  | 9  | 9  | 11 | 9  | 8  | 6  |
| Deportes Antofagasta      | 15 | 14 | 9  | 12 | 12 | 12 | 12 | 13 | 9  | 11 | 13 | 10 | 10 | 12 | 14 | 14 | 16 |
| Deportes Iquique          | 12 | 11 | 11 | 9  | 5  | 8  | 4  | 6  | 7  | 4  | 4  | 3  | 3  | 3  | 3  | 3  | 3  |
| Deportes La Serena        | 17 | 18 | 18 | 18 | 14 | 13 | 9  | 8  | 10 | 7  | 9  | 11 | 11 | 9  | 11 | 13 | 13 |
| Huachipato                | 5  | 4  | 5  | 10 | 13 | 9  | 6  | 3  | 5  | 8  | 6  | 4  | 5  | 6  | 6  | 7  | 9  |
| O'Higgins                 | 6  | 8  | 3  | 4  | 1  | 1  | 3  | 2  | 2  | 2  | 2  | 2  | 2  | 2  | 2  | 2  | 2  |
| Palestino                 | 14 | 13 | 13 | 15 | 15 | 15 | 16 | 14 | 12 | 12 | 15 | 12 | 12 | 13 | 16 | 16 | 15 |
| Rangers                   | 3  | 3  | 7  | 11 | 16 | 17 | 14 | 17 | 13 | 15 | 11 | 13 | 14 | 15 | 15 | 15 | 14 |
| Santiago Wanderers        | 13 | 7  | 4  | 2  | 4  | 6  | 8  | 5  | 3  | 3  | 3  | 6  | 7  | 7  | 7  | 10 | 11 |
| Unión Española            | 2  | 1  | 2  | 7  | 8  | 5  | 7  | 10 | 6  | 9  | 7  | 5  | 6  | 4  | 5  | 5  | 5  |
| Unión La Calera           | 10 | 15 | 15 | 16 | 11 | 11 | 15 | 11 | 14 | 10 | 12 | 14 | 15 | 14 | 12 | 9  | 7  |
| Unión San Felipe          | 7  | 12 | 12 | 8  | 9  | 10 | 13 | 16 | 17 | 17 | 17 | 17 | 17 | 17 | 17 | 17 | 18 |
| Universidad Católica      | 4  | 6  | 8  | 5  | 7  | 4  | 2  | 4  | 4  | 6  | 5  | 7  | 4  | 5  | 4  | 4  | 4  |
| Universidad de Chile      | 1  | 2  | 1  | 1  | 2  | 2  | 1  | 1  | 1  | 1  | 1  | 1  | 1  | 1  | 1  | 1  | 1  |
| Universidad de Concepción | 8  | 10 | 14 | 13 | 10 | 14 | 10 | 12 | 15 | 16 | 14 | 15 | 16 | 16 | 13 | 11 | 10 |

* Nota: No siempre los partidos de cada jornada se jugaron en la fecha programada por diversos motivos. Sin embargo, la evolución de la clasificación de cada equipo se hizo bajo el supuesto de que no hay aplazamiento de partidos.

## Play-offs
Concluida la Fase Clasificatoria, los 8 primeros equipos de la tabla general accedieron a esta etapa y disputaron el título del Torneo de Apertura Petrobras 2012.
Los encuentros se efectuaron en partidos de ida y vuelta, siendo local en el partido de ida el equipo que obtuvo la peor ubicación en la tabla general.
En caso de igualdad en puntaje en cualquiera de las fases de los play-offs, el equipo vencedor se determinó de la siguiente forma:
- El que presentó la mejor diferencia entre los goles marcados y recibidos en la respectiva serie.
- El que obtuvo la mejor ubicación en la tabla de cómputo general.

Ambos criterios se aplicaron en cuartos de final y semifinal. Solamente aquello cambió para la Final, en donde de producirse empate en el marcador global, el campeón se definió mediante lanzamientos penales.
|  | Cuartos de final                           | Cuartos de final                           | Cuartos de final                           |   |                      | Semifinales                                  | Semifinales                                  | Semifinales                                  |  |  | Final                             | Final                             | Final                             |
|  | 23 y 24 mayo (ida) - 26 y 27 mayo (vuelta) | 23 y 24 mayo (ida) - 26 y 27 mayo (vuelta) | 23 y 24 mayo (ida) - 26 y 27 mayo (vuelta) |   |                      | 16 y 17 junio (ida) - 23 y 24 junio (vuelta) | 16 y 17 junio (ida) - 23 y 24 junio (vuelta) | 16 y 17 junio (ida) - 23 y 24 junio (vuelta) |  |  | 28 junio (ida) - 2 julio (vuelta) | 28 junio (ida) - 2 julio (vuelta) | 28 junio (ida) - 2 julio (vuelta) |
|  |                                            |                                            |                                            |   |                      |                                              |                                              |                                              |  |  |                                   |                                   |                                   |
|  | Universidad de Chile                       | 2                                          | 2                                          |   |                      |                                              |                                              |                                              |  |  |                                   |                                   |                                   |
|  | Cobreloa                                   | 0                                          | 1                                          |   |                      |                                              |                                              |                                              |  |  |                                   |                                   |                                   |
|  | Cobreloa                                   | 0                                          | 1                                          |   | Universidad de Chile | 0                                            | 4                                            |                                              |  |  |                                   |                                   |                                   |
|  |                                            |                                            |                                            |   | Universidad de Chile | 0                                            | 4                                            |                                              |  |  |                                   |                                   |                                   |
|  |                                            | Colo-Colo                                  | 2                                          | 0 |                      |                                              |                                              |                                              |  |  |                                   |                                   |                                   |
|  | Deportes Iquique                           | Colo-Colo                                  | 2                                          | 0 | 3                    | 1                                            |                                              |                                              |  |  |                                   |                                   |                                   |
|  | Deportes Iquique                           |                                            |                                            |   | 3                    | 1                                            |                                              |                                              |  |  |                                   |                                   |                                   |
|  | Colo-Colo                                  | 3                                          | 2                                          |   |                      |                                              |                                              |                                              |  |  |                                   |                                   |                                   |
|  |                                            |                                            |                                            |   |                      |                                              |                                              |                                              |  |  | Universidad de Chile (p)          | 1                                 | 2 (2)                             |
|  |                                            |                                            | O'Higgins                                  | 2 | 1 (0)                |                                              |                                              |                                              |  |  |                                   |                                   |                                   |
|  | O'Higgins                                  | 1                                          | 3                                          |   |                      |                                              |                                              |                                              |  |  |                                   |                                   |                                   |
|  | Unión La Calera                            | 0                                          | 2                                          |   |                      |                                              |                                              |                                              |  |  |                                   |                                   |                                   |
|  | Unión La Calera                            | 0                                          | 2                                          |   | O'Higgins            | 0                                            | 2                                            |                                              |  |  |                                   |                                   |                                   |
|  |                                            |                                            |                                            |   | O'Higgins            | 0                                            | 2                                            |                                              |  |  |                                   |                                   |                                   |
|  |                                            | Unión Española                             | 1                                          | 1 |                      |                                              |                                              |                                              |  |  |                                   |                                   |                                   |
|  | Universidad Católica                       | Unión Española                             | 1                                          | 1 | 0                    | 1                                            |                                              |                                              |  |  |                                   |                                   |                                   |
|  | Universidad Católica                       |                                            |                                            |   | 0                    | 1                                            |                                              |                                              |  |  |                                   |                                   |                                   |
|  | Unión Española                             | 3                                          | 1                                          |   |                      |                                              |                                              |                                              |  |  |                                   |                                   |                                   |

### Cuartos de final

#### Universidad de Chile - Cobreloa
| 27 de mayo de 2012, 16:00 | Cobreloa | 0:2 (0:1) | Universidad de Chile        | Municipal de Calama, Calama                               |                                                           |
|                           |          | Reporte   | Aránguiz 8' · Rodríguez 58' | Asistencia: 7.928 espectadores Árbitro(s): Julio Bascuñán | Asistencia: 7.928 espectadores Árbitro(s): Julio Bascuñán |

| 11 de junio de 2012, 20:00 | Universidad de Chile         | 2:1 (1:0) | Cobreloa   | Nacional Julio Martínez Pradanos, Santiago (Ñuñoa)       |                                                          |
|                            | Henríquez 41' · Cereceda 74' | Reporte   | Abarca 49' | Asistencia: 11.567 espectadores Árbitro(s): Claudio Puga | Asistencia: 11.567 espectadores Árbitro(s): Claudio Puga |

- Universidad de Chile ganó 4-1 en el marcador global.

#### O'Higgins - Unión La Calera
| 24 de mayo de 2012, 19:00 | Unión La Calera | 0:1 (0:0) | O'Higgins     | Municipal Nicolás Chahuán Nazar, La Calera              |                                                         |
|                           |                 | Reporte   | Fernández 74' | Asistencia: 2.790 espectadores Árbitro(s): Jorge Osorio | Asistencia: 2.790 espectadores Árbitro(s): Jorge Osorio |

| 27 de mayo de 2012, 18:30 | O'Higgins             | 3:2 (0:0) | Unión La Calera               | El Teniente, Rancagua                                     |                                                           |
|                           | Gutiérrez 51' 56' 82' | Reporte   | Valencia 54' · Bahamondes 88' | Asistencia: 3.764 espectadores Árbitro(s): Eduardo Gamboa | Asistencia: 3.764 espectadores Árbitro(s): Eduardo Gamboa |

- O'Higgins ganó 4-2 en el marcador global.

#### Deportes Iquique - Colo-Colo
| 23 de mayo de 2012, 15:30 | Colo-Colo                    | 3:3 (1:2) | Deportes Iquique                    | Monumental, Santiago (Macul)                            |                                                         |
|                           | Paredes 8' 50' · Olivi 90+3' | Reporte   | Díaz 19' · Bogado 38' · Rieloff 61' | Asistencia: 8.988 espectadores Árbitro(s): Claudio Puga | Asistencia: 8.988 espectadores Árbitro(s): Claudio Puga |

| 26 de mayo de 2012, 16:00 | Deportes Iquique | 1:2 (1:2) | Colo-Colo             | Tierra de Campeones, Iquique                             |                                                          |
|                           | Sarabia 12'      | Reporte   | Muñoz 10' · Olivi 35' | Asistencia: 8.627 espectadores Árbitro(s): Enrique Osses | Asistencia: 8.627 espectadores Árbitro(s): Enrique Osses |

- Colo-Colo ganó 5-4 en el marcador global.

#### Universidad Católica - Unión Española
| 23 de mayo de 2012, 20:00 | Unión Española                        | 3:0 (0:0) | Universidad Católica | Santa Laura-Universidad SEK, Santiago (Independencia)     |                                                           |
|                           | Jaime 60' · Cordero 77' · Herrera 79' | Reporte   |                      | Asistencia: 5.345 espectadores Árbitro(s): Eduardo Gamboa | Asistencia: 5.345 espectadores Árbitro(s): Eduardo Gamboa |

| 26 de mayo de 2012, 12:30 | Universidad Católica | 1:1 (0:0) | Unión Española | San Carlos de Apoquindo, Santiago (Las Condes)            |                                                           |
|                           | Campos Toro 64'      | Reporte   | Vecchio 86'    | Asistencia: 7.037 espectadores Árbitro(s): Patricio Polic | Asistencia: 7.037 espectadores Árbitro(s): Patricio Polic |

- Unión Española ganó 4-1 en el marcador global.

### Semifinal

#### Universidad de Chile - Colo-Colo
| 17 de junio de 2012, 15:30 | Colo-Colo                 | 2:0 (1:0) | Universidad de Chile | Monumental, Santiago (Macul)                            |                                                         |
|                            | Paredes 14' · Rabello 46' | Reporte   |                      | Asistencia: Sin espectadores Árbitro(s): Eduardo Gamboa | Asistencia: Sin espectadores Árbitro(s): Eduardo Gamboa |

| 24 de junio de 2012, 15:30 | Universidad de Chile                 | 4:0 (2:0) | Colo-Colo | Nacional Julio Martínez Pradanos, Santiago (Ñuñoa)        |                                                           |
|                            | Henríquez 6' · Fernandes 20' 81' 89' | Reporte   |           | Asistencia: 29.862 espectadores Árbitro(s): Enrique Osses | Asistencia: 29.862 espectadores Árbitro(s): Enrique Osses |

- Universidad de Chile ganó 4-2 en el marcador global.

#### O'Higgins - Unión Española
| 16 de junio de 2012, 16:00 | Unión Española | 1:0 (0:0) | O'Higgins | Santa Laura-Universidad SEK, Santiago (Independencia)   |                                                         |
|                            | Vecchio 37'    | Reporte   |           | Asistencia: 7.025 espectadores Árbitro(s): Jorge Osorio | Asistencia: 7.025 espectadores Árbitro(s): Jorge Osorio |

| 23 de junio de 2012, 16:00 | O'Higgins                | 2:1 (1:0) | Unión Española | El Teniente, Rancagua                                      |                                                            |
|                            | Figueroa 12' · Rojas 59' | Reporte   | Jaime 50'      | Asistencia: 10.097 espectadores Árbitro(s): Patricio Polic | Asistencia: 10.097 espectadores Árbitro(s): Patricio Polic |

- O'Higgins empató 2-2 en el marcador global, pero clasificó por tener mejor posición en la tabla general.

### Final

#### Universidad de Chile - O'Higgins
| 28 de junio de 2012, 16:00 | O'Higgins            | 2:1 (1:1) | Universidad de Chile | El Teniente, Rancagua                                    |                                                          |
|                            | Rojas 1' · López 71' | Reporte   | Marino 28'           | Asistencia: 11.500 espectadores Árbitro(s): Jorge Osorio | Asistencia: 11.500 espectadores Árbitro(s): Jorge Osorio |

| 2 de julio de 2012, 15:30 | Universidad de Chile               | 2:1 (0:1) (2 – 0 p.)       | O'Higgins                          | Nacional Julio Martínez Pradanos, Santiago (Ñuñoa)        |                                                           |
|                           | Aránguiz 65' (pen.) · Marino 90+2' | Reporte                    | Fernández 30' (pen.)               | Asistencia: 44.198 espectadores Árbitro(s): Enrique Osses | Asistencia: 44.198 espectadores Árbitro(s): Enrique Osses |
|                           |                                    | Tiros desde el punto penal |                                    |                                                           |                                                           |
|                           | Aránguiz · Díaz · Ruidíaz          |                            | Rojas · Suárez · Opazo · Gutiérrez |                                                           |                                                           |

- Universidad de Chile ganó 2-0 en los lanzamientos penales, luego de empatar 3-3 en el marcador global.

#### Campeón
|                                           |
| Campeón Universidad de Chile 16.to título |

## Estadísticas
| Jugador          | Equipo               | Goles |
| ---------------- | -------------------- | ----- |
| Emanuel Herrera  | Unión Española       | 11    |
| Sebastián Ubilla | Santiago Wanderers   | 11    |
| Enzo Gutiérrez   | O'Higgins            | 11    |
| Ángelo Henríquez | Universidad de Chile | 10    |
| Esteban Paredes  | Colo-Colo            | 9     |
| Braian Rodríguez | Huachipato           | 9     |
| Raúl Ruidíaz     | Universidad de Chile | 8     |
| Cristián Canío   | Cobreloa             | 8     |
| Ramón Fernández  | O'Higgins            | 8     |
| Milton Caraglio  | Rangers              | 8     |
| Sebastián Jaime  | Unión Española       | 8     |
| Gaston Cellerino | Unión La Calera      | 8     |
| Junior Fernandes | Universidad de Chile | 8     |

## 20 partidos con mejor asistencia
| Fecha | Estadio                 | Ciudad                 | Local                     | Visita                    | Público |
| ----- | ----------------------- | ---------------------- | ------------------------- | ------------------------- | ------- |
| Final | Nacional                | Ñuñoa Santiago         | Universidad de Chile      | O'Higgins                 | 44.198  |
| 14    | Nacional                | Ñuñoa Santiago         | Universidad de Chile      | Colo-Colo                 | 37.513  |
| PO    | Nacional                | Ñuñoa Santiago         | Universidad de Chile      | Colo-Colo                 | 29.862  |
| 4     | Monumental              | Macul Santiago         | Colo-Colo                 | Unión La Calera           | 24.357  |
| 12    | Monumental              | Macul Santiago         | Colo-Colo                 | Universidad Católica      | 23.801  |
| 5     | Monumental              | Macul Santiago         | Colo-Colo                 | Universidad de Concepción | 18.915  |
| 1     | Monumental              | Macul Santiago         | Colo-Colo                 | Deportes Iquique          | 17.460  |
| 15    | Ester Roa Rebolledo     | Concepción             | Universidad de Concepción | Universidad de Chile      | 17.275  |
| 7     | Monumental              | Macul Santiago         | Colo-Colo                 | Deportes La Serena        | 17.082  |
| 2     | Monumental              | Macul Santiago         | Colo-Colo                 | O'Higgins                 | 15.397  |
| 16    | Monumental              | Macul Santiago         | Colo-Colo                 | Deportes Antofagasta      | 14.853  |
| 9     | Monumental              | Macul Santiago         | Colo-Colo                 | Palestino                 | 13.336  |
| PO    | Nacional                | Ñuñoa Santiago         | Universidad de Chile      | Cobreloa                  | 11.567  |
| Final | El Teniente             | Rancagua               | Club Deportivo O'Higgins  | Club Universidad de Chile | 11.500  |
| 6     | Elías Figueroa Brander  | Valparaíso             | Santiago Wanderers        | Colo-Colo                 | 10.889  |
| 16    | San Carlos de Apoquindo | Las Condes Santiago    | Universidad Católica      | Universidad de Chile      | 10.431  |
| 11    | Santa Laura U-SEK       | Independencia Santiago | Unión Española            | Colo-Colo                 | 10.331  |
| PO    | El Teniente             | Rancagua               | O'Higgins                 | Unión Española            | 10.097  |
| 15    | Monumental              | Macul Santiago         | Colo-Colo                 | Unión San Felipe          | 9.937   |
| 2     | La Portada              | La Serena              | Deportes La Serena        | Universidad de Chile      | 9.527   |